# 時光街駅
時光街駅（じこうがいえき、中国語：时光街站、英語：Shiguangjie Station）は河北省石家庄市橋西区にある石家荘地下鉄1号線の駅。2017年6月26日に、1号線の開業とともに供用開始された。

## 位置
時光街駅は石家荘市橋西区の中山西路と時光街の交差点の西側にある。

## 歴史
- 2017年6月26日 - 開業。

## 駅構造
島式ホーム1面2線の地下駅。
| 地上     | 出入口     | B、C、D出入口                        |
| 地下一階 | 駅ロビー   | 券売機                               |
| 地下二階 | 線路       | ■1号線 西王方面 （次の駅：西王駅）   |
| 地下二階 | 島式ホーム |                                      |
| 地下二階 | 線路       | ■1号線 福沢方面 （次の駅：長城橋駅） |

## 出入口
出入口は3つ使用されている。
| 出入口番号 | 出入口がある場所、その周辺                         |
| ---------- | -------------------------------------------------- |
| 出口 · B   | 中山西路（南側）                                   |
| 出口 · C   | 中山西路（南側）、石家庄市気象局、長城小区         |
| 出口 · D   | 中山西路（北側）、石家庄陸軍式学院門診楼、軍安賓館 |

## 隣の駅
石家荘地下鉄
■1号線
西王駅 - 時光街駅 - 長城橋駅